# 弗雷登
弗雷登（德語：Vreden，發音：[ˈfʁeːdn̩] ⓘ）是德国北莱茵-威斯特法伦州明斯特行政区博尔肯县的城市，临近荷兰，面积135.83平方千米，2023年12月31日人口为23,265人。